# Troy (cheval)
Pour les articles homonymes, voir Troy (homonymie).
Troy (1976-1983) est un cheval de course pur-sang anglais né en Irlande. Propriété de Sir Michael Sobell et Lord Weinstock, il était entraîné par Dick Hern et monté par Willie Carson. 

## Carrière de course
Élevée en Irlande à Ballymacoll Stud, le haras de ses propriétaires (l'homme d'affaires Sir Michael Sobell et son gendre Lord Weinstock), Troy est confié à l'entraîneur Dick Hern, qui le fait débuter à l'été 1978. Vainqueur à sa deuxième sortie, ce poulain imposant grimpe de quelques étages pour remporter une Listed, les Vintage Stakes, devant un certain Ela-Mana-Mou, champion en devenir. Qui d'ailleurs ne tardera pas à prendre sa revanche sur lui dès la course suivante, les Royal Lodge Stakes, un groupe 2. Troy s'en tient là pour sa saison de 2 ans, avant un retour au printemps avec en ligne de mire les classiques.  
En 1979, Troy arrache la victoire dans le Classic Trial, l'une des premières préparatoires au Derby. En revanche il fait une promenade de santé dans les Predominant Stakes, une Listed. Le voilà installé parmi les favoris de la 200e édition du grand classique anglais., derrière Milord (un autre pensionnaire de Dick Hern pour le compte de la Reine d'Angleterre) et Ela-Mana-Mou. Le jockey maison de Dick Hern, Willie Carson, a le choix de la monte entre Milord et Troy et choisit ce dernier. Bien vu. Car Troy s'envole littéralement, laissant l'opposition à sept longueurs. Et quelle opposition, puisque son dauphin Dickens Hill remportera ensuite les Eclipse Stakes, le troisième Northern Baby s'imposera dans les Champion Stakes, et Ela-Mana-Mou, quatrième, sera le meilleur cheval d'âge européen en 1980. Quant à Willie Carson, récompensé de son choix, il déclare que Troy est le meilleur poulain qu'il ait jamais monté (son futur partenaire Nashwan n'étant pas encore né à l'époque). Impressionnés, les handicapeurs de Timeform lui décernent un 137, à l'époque le quatrième plus haut rating de l'histoire du Derby.  
Cette impressionnante victoire, Troy va la bonifier tout l'été. D'abord en réalisant le doublé avec l'Irish Derby, où il domine encore une fois Dickens Hill, de quatre longueurs. Ensuite dans les King George VI & Queen Elizabeth Stakes, où il affronte pour la première fois des chevaux d'âge et dispose du Français Gay Mecene et d'Ela-Mana-Mou – ce qui au passage lui permet de devenir le quatrième cheval de l'histoire à compléter un triptyque Derby-Irish Derby-King George après Nijinsky, Grundy et The Minstrel. Enfin dans la Benson & Hedge Gold Cup où, encore attardé à 600 mètres du but, il place une superbe accélération pour régler Crimson Beau. Naturellement, Troy vient chercher à Longchamp une consécration dans le Prix de l'Arc de Triomphe, là où tant de Derby-winners se sont cassés les dents. Et il cassera les siennes aussi, avec les honneurs, ne pouvant placer son habituelle accélération et s'inclinant face à Three Troikas et Le Marmot. Peut-être n'avait-il pas tout à fait récupéré de sa victoire à York, mais c'est sur ce demi-échec qu'il se retire de la compétition, fort d'un titre de cheval de l'année en Angleterre. Dans leur livre A Century of Champions, John Randall et Tony Morris le classe au seizième rang des meilleurs chevaux anglais du 20e siècle. 

### Résumé de carrière
| Date         | Hippodrome  | Pays        | Course                                  | Statut      | Distance    | Jockey      | Place       | Écart       | Vainqueur ou deuxième |
| 1978, 2 ans  | 1978, 2 ans | 1978, 2 ans | 1978, 2 ans                             | 1978, 2 ans | 1978, 2 ans | 1978, 2 ans | 1978, 2 ans | 1978, 2 ans | 1978, 2 ans           |
| ------------ | ----------- | ----------- | --------------------------------------- | ----------- | ----------- | ----------- | ----------- | ----------- | --------------------- |
| Juin         |             | Royaume-Uni | Maiden                                  |             |             | W. Carson   | 2e          |             |                       |
| Juin         | Newmarket   | Royaume-Uni | Maiden                                  |             |             | W. Carson   | 1er         | 2           | Warmington            |
| 27 juillet   | Goodwood    | Royaume-Uni | Vintage Stakes                          | Listed      | 1 400 m     | W. Carson   | 1er / 5     | 2 ½         | Ela-Mana-Mou          |
| 30 septembre | Ascot       | Royaume-Uni | Royal Lodge Stakes                      | Gr. 2       | 1 600 m     | W. Carson   | 2e / 8      | 3/4         | Ela-Mana-Mou          |
| 1979, 3 ans  |             |             |                                         |             |             |             |             |             |                       |
| 28 avril     | Sandown     | Royaume-Uni | Classic Trial                           | Gr. 3       | 2 000 m     | W. Carson   | 1er / 5     | enc.        | Two of Diamonds       |
| 23 mai       | Goodwood    | Royaume-Uni | Predominant Stakes                      | Listed      | 2 200 m     | W. Carson   | 1er / 4     | 7           | Serge Lifar           |
| 6 juin       | Epsom       | Royaume-Uni | Derby                                   | Gr. 1       | 2 400 m     | W. Carson   | 1er / 22    | 7           | Dickens Hill          |
| 30 juin      | Curragh     | Irlande     | Irish Derby                             | Gr. 1       | 2 400 m     | W. Carson   | 1er / 9     | 4           | Dickens Hill          |
| 28 juillet   | Ascot       | Royaume-Uni | King George VI & Queen Elizabeth II St. | Gr. 1       | 2 400 m     | W. Carson   | 1er / 7     | 1 ½         | Gay Mecene            |
| 21 août      | York        | Royaume-Uni | Benson & Hedge Gold Cup                 | Gr. 1       | 2 080 m     | W. Carson   | 1er / 9     | 3/4         | Crimson Beau          |
| 7 octobre    | Longchamp   | France      | Prix de l'Arc de Triomphe               | Gr. 1       | 2 400 m     | W. Carson   | 3e / 22     | 4           | Three Troikas         |

## Au haras
À l'issue de sa carrière, Troy est syndiqué pour 7,2 million de livres sterling, un record à l'époque, et se retire comme étalon à Highclere Stud dans le Berkshire. Las, il y meurt prématurément en 1983, victime d'une péritonite. Sa carrière d'étalon s'annonçait sous de bons hospices, notamment comme père de mères. En effet il eut le temps de donner la lauréate des Oaks Helen Street, appelée à devenir une poulinière essentielle, mère de Street Cry et grand-mère de Shamardal, Sheer Audacity, mère du Derby-winner Oath, Walensee, meilleure 3 ans de sa génération en France, lauréate du Prix Vermeille et mère du champion stayer Westerner ou encore Cocotte, mère du champion Pilsudski, six groupe 1 au compteur. 

## Origines
Troy a contribué comme nul autre au succès posthume Petingo, miler de talent, numéro 1 de sa génération à 2 ans et vainqueur des St. James's Palace Stakes et des Sussex Stakes, qui mourut en 1976, après sept années de monte. S'il doit à Troy une bonne part des gains qui l'ont conduit, en 1979, à son titre de tête de liste des étalons des îles britanniques, il a donné deux autres classiques, Fair Salina (Oaks) et English Prince (Irish Derby). La Milo, n'a guère brillé sur les hippodromes, mais s'est plus que rattrapée au haras puisque, outre Troy, elle a donné un autre vainqueur de groupe 1, le Français Admetus, vainqueur du Washington, D.C. International, des Prince of Wales's Stakes, du Grand Prix d'Évry (Gr.2) et du Prix Maurice de Nieuil, deuxième du Prix Dollar et du Grand Prix de Deauville.

### Pedigree
| Origines de Troy (IRE), mâle bai, 1976 | Origines de Troy (IRE), mâle bai, 1976 | Origines de Troy (IRE), mâle bai, 1976 | Origines de Troy (IRE), mâle bai, 1976 |
| -------------------------------------- | -------------------------------------- | -------------------------------------- | -------------------------------------- |
| Père Petingo 1965                      | Petition 1944                          | Fair Trial                             | Fairway                                |
| Père Petingo 1965                      | Petition 1944                          | Fair Trial                             | Lady Juror                             |
| Père Petingo 1965                      | Petition 1944                          | Art Paper                              | Artists Proof                          |
| Père Petingo 1965                      | Petition 1944                          | Art Paper                              | Quire                                  |
| Père Petingo 1965                      | Alcazar 1957                           | Alycidon                               | Donatello                              |
| Père Petingo 1965                      | Alcazar 1957                           | Alycidon                               | Aurora                                 |
| Père Petingo 1965                      | Alcazar 1957                           | Quarterdeck                            | Nearco                                 |
| Père Petingo 1965                      | Alcazar 1957                           | Quarterdeck                            | Poker Chip                             |
| Mère La Milo 1963                      | Hornbeam 1953                          | Hyperion                               | Gainsborough                           |
| Mère La Milo 1963                      | Hornbeam 1953                          | Hyperion                               | Selene                                 |
| Mère La Milo 1963                      | Hornbeam 1953                          | Thicket                                | Nasrullah                              |
| Mère La Milo 1963                      | Hornbeam 1953                          | Thicket                                | Thorn Wood                             |
| Mère La Milo 1963                      | Pin Prick 1955                         | Pinza                                  | Chanteur                               |
| Mère La Milo 1963                      | Pin Prick 1955                         | Pinza                                  | Pasqua                                 |
| Mère La Milo 1963                      | Pin Prick 1955                         | Miss Winston                           | Royal Charger                          |
| Mère La Milo 1963                      | Pin Prick 1955                         | Miss Winston                           | East Wantleye (famille 1-b)            |